# Сант'Елија (Фрозиноне)
Сант'Елија је насеље у Италији у округу Фрозиноне, региону Лацио.
Према процени из 2011. у насељу је живело 26 становника. Насеље се налази на надморској висини од 401 м.